# Christopher Ride
Christopher Ride (* 1965 in Canberra) ist ein australischer Geschäftsmann und Schriftsteller. Er ist Autor von Thrillern mit Science-Fiction-Anteilen.

## Leben
Als Christopher Ride 20 Jahre alt war, lebte er bereits in sieben verschiedenen Ländern, u. a. Burma, Peru, der Türkei, Kanada, Tansania und den USA.
1984 kehrte er in sein Heimatland nach Melbourne zurück und war für IBM als Hardware-Ingenieur tätig. Nach 8 Jahren wechselte er in die Vertriebsabteilung des damaligen australischen Start-Up-Unternehmens Interactive aus dem Bereich IT-Service, wo er 1999 Geschäftsführer und Miteigentümer wurde und bis heute noch ist. Für seine Tätigkeit bei Interactive erhielt er die Auszeichnung Entrepreneur des Jahres in der Kategorie Technologie in der Region "Southern Region" von Ernst & Young. Christopher ist ein passionierter Bergsteiger und hat eine Fluglizenz.
Seinen ersten Roman "Die Frequenz" veröffentlichte er 2007 zunächst im Selbstverlag, bis er einen Vertrag beim Verlag Random House Australia bekam.
Seine bisherigen 3 Bücher bilden eine Reihe um den aus Australien stammenden Zeitreisenden Willson Dowling.

## Werke
- Die Frequenz. Bastei Lübbe, 2009, ISBN 978-3-404-16382-3 (engl. Original: The Schumann Frequency, 2007), übersetzt von Angela Koonen
- Zeitriss. Bastei Lübbe, 2011, ISBN 978-3-404-16518-6 (engl. Original: The First Boxer, 2009 und The Last Empress, 2010), übersetzt von Angela Koonen
- Die vergessene Sonne. Bastei Lübbe, 2012, ISBN 978-3-404-16638-1 (engl. Original: The Inca Curse, 2012), übersetzt von Angela Koonen